# Rittō
Rittō (jap. 栗東市, -shi) ist eine Stadt in der Präfektur Shiga in Japan.

## Geschichte

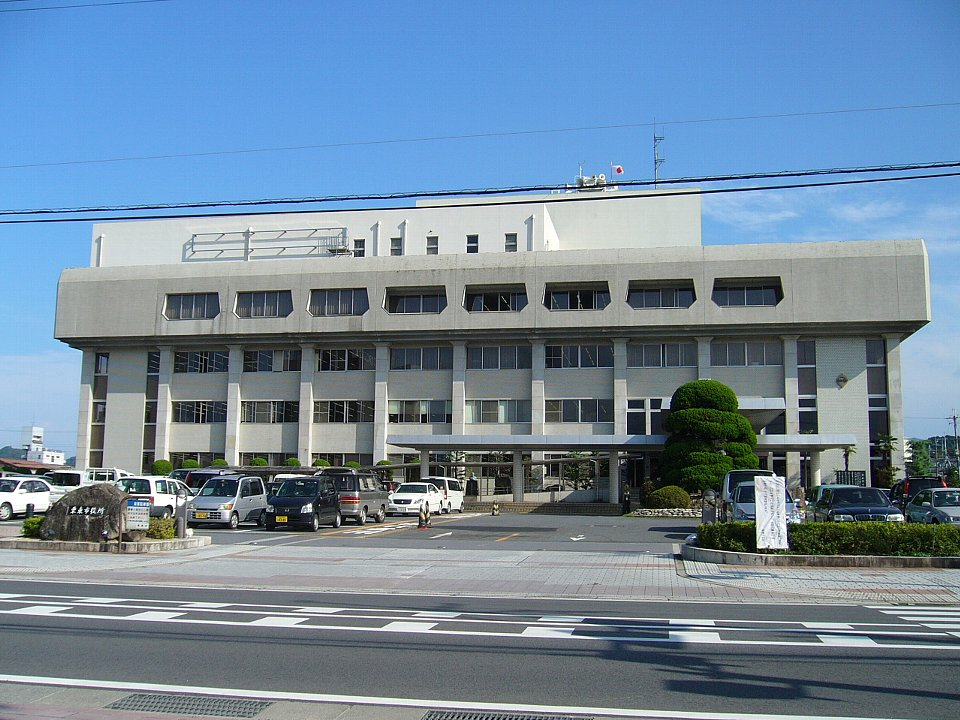
Rathaus

Die Chō Rittō (栗東町) entstand am 1. Oktober 1954 aus dem Zusammenschluss der Mura Haruta (治田村, -mura), Hayama (葉山村, -mura), Konze